# Уибе, Эрика
Эрика Элизабет Уибе (англ. Erica Elizabeth Wiebe, род. 13 июня 1989 года в Ститсвилле, Онтарио, Канада) — олимпийская чемпионка 2016 года по вольной борьбе (до 75 кг), представляющая Канаду. Уибе также является чемпионкой игр Содружества 2014 года в той же весовой категории. Призёр чемпионата мира 2018 года.

## Карьера
Уибе начала заниматься борьбой в 9 классе, после того, как увидела объявление о наборе в секцию борьбы в её школе. Она присутствовала в расширенном составе команды Канады на летних Олимпийских играх 2012 года. В 2013 на Всемирной Универсиаде Уибе завоевала бронзовую медаль по вольной борьбе в весовой категории до 72 кг среди женщин.
2014 год стал для Уибе невероятно успешным: она выиграла все турниры, в которых принимала участие, а победная серия составила 36 противостояний. На Играх Содружества в Глазго, прошедших в 2014 году, она выиграла золотую медаль по вольной борьбе в категории до 75 кг. В престижном Международном турнире по вольной борьбе памяти Ивана Ярыгина, прошедшем в 2015 году в Красноярске, она также выиграла золотую медаль в своей весовой категории. Несмотря на череду успехов, Уибе не приняла участие в Панамериканских играх 2015 года, проходивших в канадском Торонто.
Летом 2016 года Уибе попала в состав Канадской команды на Олимпийские игры 2016 года. В финале Олимпиады по вольной борьбе в категории до 75 кг, победив Гюзель Манюрову из Казахстана, Эрика Уибе стала третьей в истории олимпийской чемпионкой по борьбе, представляющей Канаду. После победы на Олимпийских играх, она сказала: 

Я люблю этот вид спорта и никогда не думала, что стану олимпийской чемпионкой, но сегодня у меня был лучший день. Это удивительно.